# مردان ایکس: آپوکالیپس
مردان ایکس: آپوکالیپس (به انگلیسی: X-Men: Apocalypse) یک فیلم ابرقهرمانی آمریکایی به کارگردانی برایان سینگر و فیلم‌نامه‌نویسی سیمون کینبرگ است، که بر اساس مجموعه کتاب‌های مصور مردان ایکس کمپانی مارول کامیکس ساخته شده‌است. این فیلم دنباله‌ای بر فیلم‌های مردان ایکس: کلاس اول و مردان ایکس: روزهای گذشته آینده است و به عنوان نهمین قسمت در مجموعه فیلم‌های مردان ایکس به‌شمار می‌رود. در این فیلم بازیگرانی همچون جیمز مک‌آووی، مایکل فاسبندر، اسکار آیزاک، جنیفر لارنس، رز بیرن، نیکلاس هولت، الیویا مان، ایوان پیترز، لوکاس تیل، سوفی ترنر، بن هاردی، الکساندرا شیپ، تای شرایدن و کدی اسمیت-مک‌فی ایفای نقش می‌کنند. اولین نمایش مردان ایکس: آپوکالیپس در ۹ مه ۲۰۱۶ و در شهر لندن بود و سپس توسط فاکس قرن بیستم در تاریخ ۲۷ مه ۲۰۱۶، به صورت سه‌بعدی و آی‌مکس در آمریکای شمالی اکران شد.
دنباله فیلم به نام دارک فینکس در سال ۲۰۱۹ منتشر شد. و اشاره به این دارد که وقتی آپوکالیپس ظهور کند دنیا را ظلم فرا می‌گیرد که دلیلش دعای اول فیلم (ان صباح نور) است که یعنی آغاز دورانی جدید

## خلاصه
از زمان‌های قدیم، اولین و قدرتمندترین جهش‌یافته، أن صباح نور نامیرا و شکست‌ناپذیر به مانند ایزد در مصر باستان پرستش می‌شد، تا زمانی که ستایش‌کنندگانش به او لقب خدای دروغین داده و به او خیانت کردند. چهار سوار آخرالزمان جانشان را فدای او کردند، اما در نهایت او زنده دفن گردید. هنگامی که آپوکالیپس در سال ۱۹۸۳ از خواب خود بیدار شد، مشاهده کرد که بشریت در غیاب او راه خود را دست داده‌است و تصمیم گرفت به نسل بشر پایان دهد. در این بین چارلز اگزاویه و ریون دارکهولم رهبری یک تیم جوان از ایکس‌من‌ها را به عهده می‌گیرند تا با آپوکالیپس روبرو شده و او را شکست دهند.

## داستان
حدود ۳۶۰۰ سال پیش از میلاد، جهش‌یافته‌ای قدرتمند و سالخورده به نام ان صباح نور بر سرزمین مصر باستان حکمرانی می‌کند. در جریان مراسمی که آگاهی‌اش به بدن فردی دیگر منتقل می‌شود تا از نیروی شفابخش آن بهره ببرد، او و چهار همراه وفادارش که به «سوارکاران آخرالزمان» معروف‌اند، مورد خیانت قرار می‌گیرند. طی این رخداد، پیروانش کشته شده و خودش زنده به گور می‌شود.
در سال ۱۹۸۳، نوجوانی به نام اسکات سامرز با بروز قدرت‌های جهش‌یافته خود که شامل پرتاب موج‌های انفجاری از چشم‌هاست، باعث نگرانی خانواده‌اش می‌شود. برادر بزرگ‌ترش، الکس، او را به مدرسه پروفسور چارلز ژاویر می‌برد تا در آنجا تحت آموزش و کنترل قدرت‌هایش قرار گیرد. اسکات در این مدرسه با ژین گری آشنا شده و دوستی نزدیکی برقرار می‌کند. همزمان، در مصر، ان صباح نور توسط مویرا مک‌تاگر بیدار شده و پس از آشنایی با جهش‌یافته‌ای توانمند در کنترل هوا به نام اورورو مانو، تصمیم می‌گیرد که به دلیل گمراهی انسان‌ها، جهان را دوباره بسازد. اورورو پس از تقویت قدرت‌های خود، به پیرو او تبدیل می‌شود.
در لهستان تحت حکومت کمونیستی، اریک لنشر در کنار همسر و دخترش زندگی آرامی دارد اما با بروز آشوب‌هایی ناشی از بازگشت ان صباح نور، قدرت‌های خود را برای نجات یکی از همکارانش به کار می‌گیرد و توجه نیروهای امنیتی را جلب می‌کند. این نیروها دخترش را گروگان گرفته و در نهایت به اشتباه جان او و همسرش را می‌گیرند. اریک در غم و اندوه، به سمت خشونت کشیده شده و مسئولان را به قتل می‌رساند.
در برلین شرقی، جهش‌یافته‌ای به نام ریون که به خاطر نجات پایتخت شناخته شده است، کورت واگنر را از یک مبارزه غیرقانونی نجات می‌دهد و با کمک یک قاچاقچی، کورت را به آمریکا می‌فرستد. ریون از وضعیت اریک آگاه شده و از ژاویر می‌خواهد به نجات او بپردازد. در همین حال، ان صباح نور گروهی از جهش‌یافته‌های دیگر را جذب کرده و قدرت‌شان را افزایش می‌دهد.
ان صباح نور، اریک را یافته و او را به اردوگاه آشویتس می‌برد تا قدرت واقعی‌اش را نشان دهد. اریک با استفاده از نیروی خود اردوگاه را ویران کرده و به گروه ان صباح نور می‌پیوندد. در همین حال، ژاویر که تحت فشار است، با استفاده از کامپیوتر مغزی خود، کشورهای جهان را وادار می‌کند سلاح‌های هسته‌ای خود را به فضا شلیک کنند. ان صباح نور و همراهانش به عمارت ژاویر حمله کرده و او را می‌ربایند. الکس تلاش می‌کند مقاومت کند اما باعث انفجاری می‌شود که عمارت را تخریب می‌کند.
پیتر مکسیموف که پسر واقعی اریک است، می‌رسد و با سرعت فوق‌العاده خود بیشتر افراد را نجات می‌دهد. نیروهای سرهنگ استرایکر، که ژاویر را مقصر می‌دانند، چندین جهش‌یافته را دستگیر کرده و قصد بازجویی دارند. اسکات، ژین و کورت مخفیانه وارد شده و با کمک موجودی به نام «سلاح ایکس» دوستانشان را آزاد می‌کنند.
اریک با تغییر میدان مغناطیسی زمین خرابی‌های فراوانی به بار می‌آورد. ان صباح نور قصد دارد قدرت ذهنی ژاویر را به دست آورد. ژاویر از طریق تماس ذهنی از ژین و دیگران کمک می‌خواهد و آن‌ها به قاهره می‌روند تا در برابر ان صباح نور و همراهانش بجنگند. در نبرد، ژاویر نجات یافته و همه با هم سوار هواپیما می‌شوند. در حمله آنجل و سایلاک، کورت دوستانش را تلپورت می‌کند اما آنجل در سقوط هواپیما کشته می‌شود.
اریک و اورورو علیه ان صباح نور قیام کرده و او را مشغول می‌کنند تا ژاویر در جهان ذهنی با او مبارزه کند. ژین با رهاسازی تمام توان خود، ان صباح نور را نابود می‌کند. ژاویر حافظه مویرا را بازمی‌گرداند و آن‌ها آشتی می‌کنند. اریک و ژین در بازسازی مدرسه به ژاویر کمک می‌کنند، اما اریک پیشنهاد ماندن را رد می‌کند. پیتر هنوز از رابطه خونی خود با اریک خبر ندارد.
هنک مک‌کوی و ریون با بهره‌گیری از سنچری‌های ضبط‌شده، آموزش اعضای جدید ایکس‌من را آغاز می‌کنند: اسکات، ژین، اورورو، کورت و پیتر.
در صحنه پایانی، ویال‌های حاوی خون «سلاح ایکس» در کیف شرکت اسکس قرار داده می‌شوند، که نشان از ادامه اتفاقات دارد.

## بازیگران

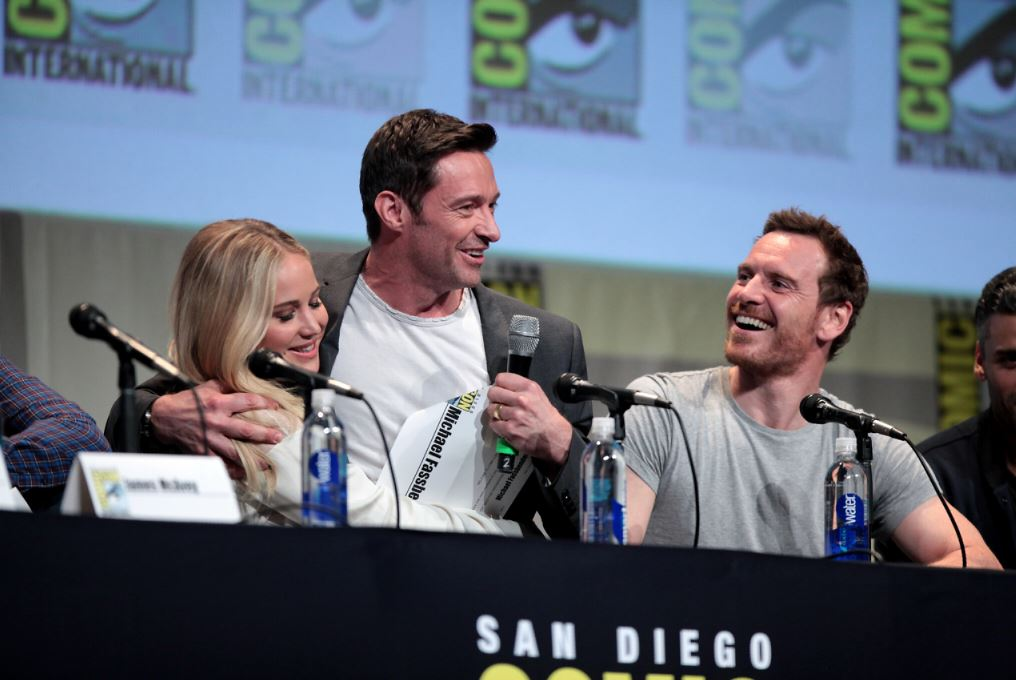
جنیفر لارنس، هیو جکمن و مایکل فاسبندر درکامیک-کان بین‌المللی سن دیگو

- جیمز مک‌آووی در نقش پروفسور ایکس / چارلز اگزاویه
- مایکل فاسبندر در نقش مگنیتو / اریک لِنشر
- جنیفر لارنس در نقش میستیک / ریون دارکهولم
- اسکار آیزاک در نقش آپوکالیپس / أون صباح النور
- نیکلاس هولت در نقش بیست / هنک مک‌کوی
- رز بیرن در نقش دکتر مویرا مک‌تاگرت
- سوفی ترنر در نقش جین گری
- تای شرایدن در نقش سایکلاپس / اسکات سامرز
- الیویا مان در نقش سایلاک / الیزابث برادوک
- لوکاس تیل در نقش هاوک / الکس سامرز
- الکساندرا شیپ در نقش استورم / اورورو مونرو
- ایوان پیترز در نقش کوئیک سیلوِر/ پیترو ماکسیمُف
- کدی اسمیت-مک‌فی در نقش نایت‌کرالر / کرت واگنر
- بن هاردی در نقش اِنجل / وُرِن وُرثینگتِن
- جاش هلمن در نقش سرهنگ ویلیام استرایکر

هیو جکمن نیز حضوری کوتاه در نقش لوگان/ولورین دارد.